# Radványi Géza

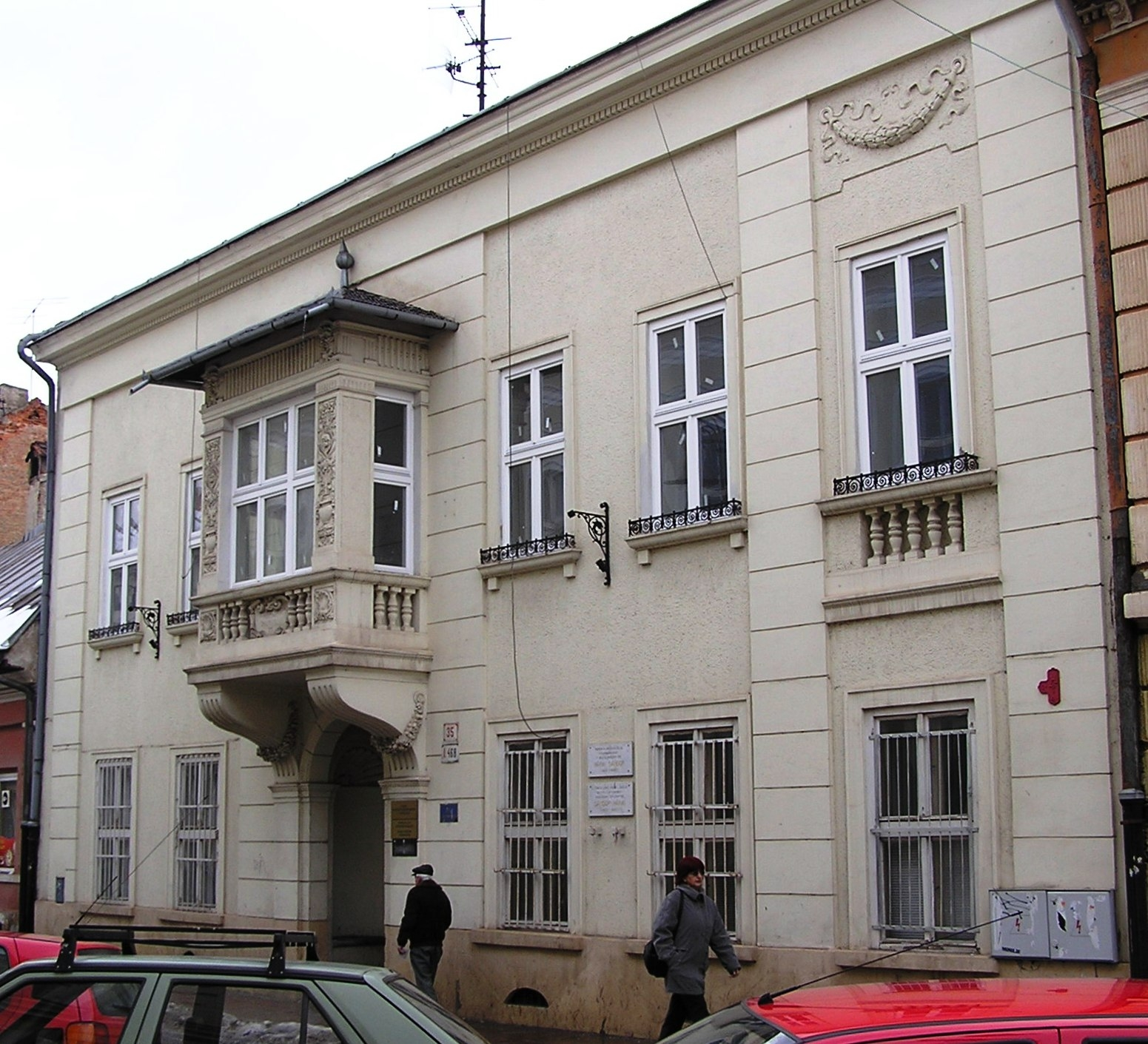
Szülőháza Kassán, a Mészáros utca 35. sz. alatt

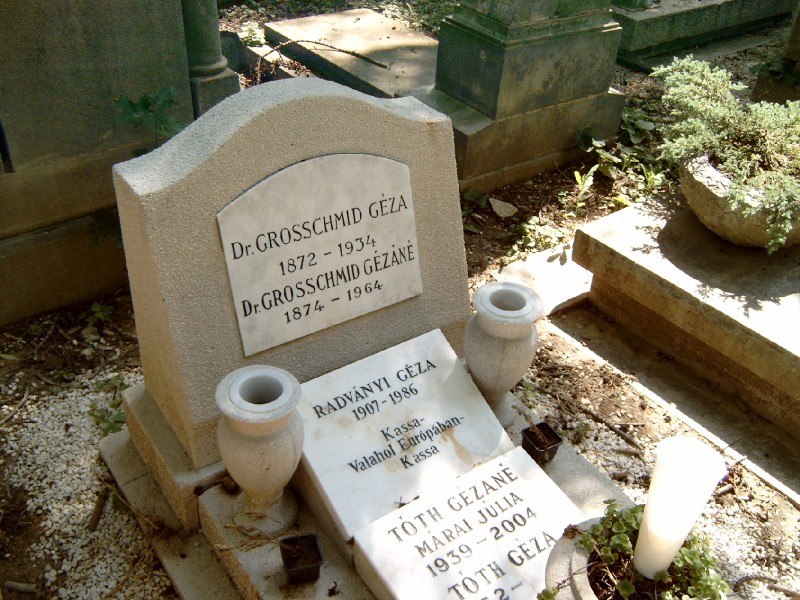
Sírja Budapesten. Farkasréti temető: 33/5-3-23

Radványi Géza, születési nevén Grosschmid Géza (Kassa, 1907. szeptember 26. – Budapest, 1986. november 26.) Kossuth-díjas magyar filmrendező, vágó, forgatókönyvíró, főiskolai tanár, író, publicista. Felesége Tasnády Fekete Mária színésznő, bátyja Márai Sándor.

## Élete
Apai ükapja után vette fel a Radványi nevet. Fiatalkorában Kassán tanult. 1922-ben a Kassai Naplóban megjelent első novellája. 1926–28 között a Népszövetségnél akkreditált újságíróként, illetve riporterként dolgozott Európa több városában. 1933-tól rendezőasszisztens, forgatókönyvíró volt különböző, főként német és francia filmgyárakban. 1937-ben feleségül vette Tasnády Fekete Mária filmszínésznőt, az 1931-es magyar szépségkirálynőt, aki több későbbi filmjében szerepelt. (Érdekesség, hogy a hölgy kezét akkori férjétől, Duday Brunótól, az UFA filmgyár magyar származású producerétől kérte meg, aki először filmötletnek hitte az „asszonykérést”.)
Radványi 1939-ben visszaköltözött Budapestre, 1946–47-ben a Színművészeti Akadémián tanított. 1947-ben Olaszországba költözött. 1952–53-ban Franciaországban forgatott. 1954-től a müncheni filmművészeti főiskola tanára volt, végül 1977-ben újra Budapestre költözött.

## Emlékezete
- 2016: Emléktábla Kassán[10][11]

## Főbb művei
- Erdélyi kastély (1940)
- Sarajevo (1940)
- Zárt tárgyalás (1940)
- Európa nem válaszol (1941)
- Egy asszony visszanéz (1941)
- A beszélő köntös (1941)
- Fehér emberek (1942, Inferno giallo, olasz) [12]
- Valahol Európában (1947)
- Monsieur Bard különös óhaja (1954, L’Étrange Désir de monsieur Bard, francia)[13]
- A tiroli kastély (1957, Dass Schloss in Tirol, német)
- A sztálingrádi orvos (1957, Der Arzt von Stalingrad, német)
- Lányok egyenruhában (1958, Mädchen in Uniform, német)
- Egy angyal a Földön (1959, Ein Engel auf Erden, francia–német)[14]
- Nem kell mindig kaviár (1961, Es muß nicht immer Kaviar sei)[15]
- Most már kell a kaviár, (1961, Diesmal muß es Kaviar sein, német–francia)[16]
- Tamás bátya kunyhója (1965, Onkel Toms Hütte, német–francia–angol)[17]
- Circus Maximus (1980)

## Díjai
- Kossuth-díj (1948)
- Magyar Örökség díj (1995)